# Franz Fassbind

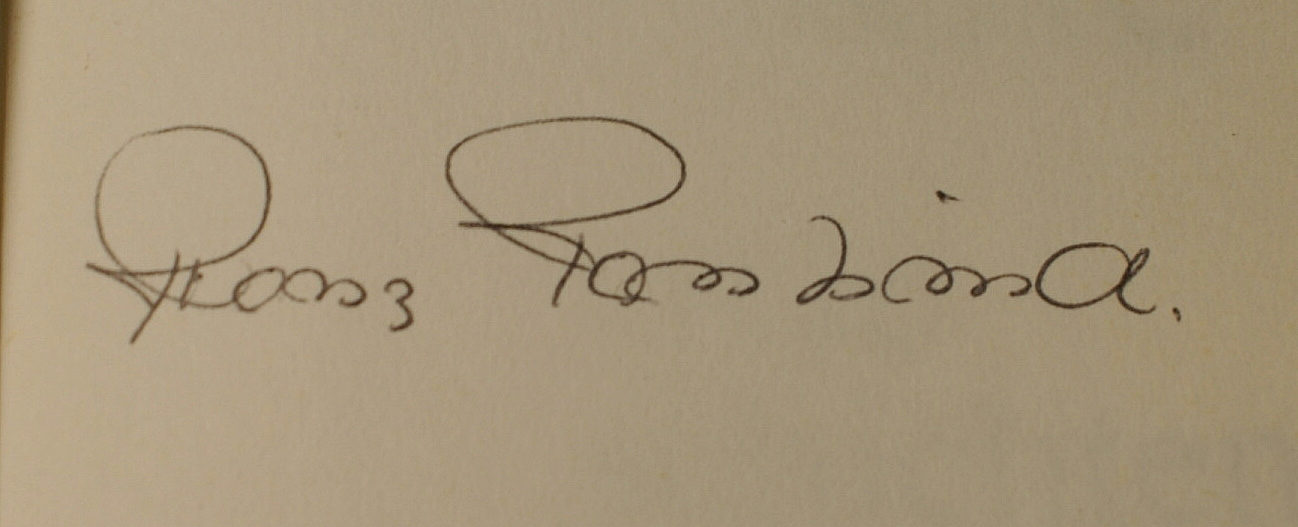
Signatur von Franz Fassbind, aus seinem Buch «Vorfälle - 13 Geschichten aus dem unheimlichen Alltag», erschienen 1979 im Pendo Verlag, Zürich

Franz Fassbind (Franz Bernardin Thomas Fassbind) (* 7. März 1919 in Unteriberg; † 9. Juli 2003 in Adliswil) war ein Schweizer Schriftsteller, Dramatiker und Journalist.

## Leben und Werk
Franz Fassbind wurde 1919 als Sohn des Fotografen und Kleinverlegers Bernardin Fassbind (1887–1954) und der Lina Fassbind-Marty (1884–1931) in Unteriberg im Kanton Schwyz geboren. Er wuchs in ärmlichen Verhältnissen erst im Engadin, dann im Zürcher Industriequartier und in Wipkingen auf. Später besuchte er die Stiftsschule des Klosters Einsiedeln und das Jesuitenkolleg in Feldkirch. In diesen Jahren verfasste Franz Fassbind erste Gedichte und kleine Kompositionen. Nach dem Abbruch des Gymnasiums studierte er ab 1936 Musik am Konservatorium Zürich und Germanistik an der Universität Zürich. Ohne je ein Studium abzuschliessen, arbeitete er als freier Journalist, Schriftsteller und Komponist. 1936 waren erste Gedichte erschienen, an Weihnachten 1938 strahlte Radio Beromünster ein erstes Hörspiel aus, drei Jahre später erschien ein erster Roman.
Bekannt wurde Franz Fassbind vor allem wegen seiner Arbeiten für das Schweizer Radio. Seine Hörspiele und Features wirkten von 1938 bis 1974 prägend. Ebenso wichtig wurde die von ihm initiierte Sendereihe «Das internationale Forum», in welcher er namhafte Wissenschaftler zu Wort kommen liess. Seine Radiokritiken in der Neuen Zürcher Zeitung fanden eine breite Leserschaft. Die journalistischen Arbeiten sind auch Ausdruck der Bewegung der Geistigen Landesverteidigung. In der bereits 1943 publizierten Dramaturgie des Hörspiels reflektierte er seine Radioarbeit auch theoretisch.
Im Jahr 1956 wandte er sich dem Medium Film zu. Für Die Kunst der Etrusker lieferte er sowohl das Drehbuch wie auch die Musik. Das Werk brachte ihm den 1. Filmpreis der Stadt Zürich ein. Ab 1948 erschien Fassbinds dichterisches Hauptwerk Die Hohe Messe, verfasst in anspruchsvollen Terzinen in Anlehnung an Dante. Dort wie auch in seinen Romanen der Nachkriegszeit steht eine Auseinandersetzung mit dem Katholizismus in der heutigen Welt im Zentrum.
Franz Fassbind war mit dem Maler und Bildender Künstler Hans Schilter eng befreundet. Fassbind heiratete 1941 Gertrud Schmucki; die einzige Tochter Ursula wurde 1943 geboren. Die Familie lebte in Adliswil bei Zürich. 1988 bis 1991 brachte Peter Wild im Oltner Walter Verlag eine Werkausgabe heraus.

## Auszeichnungen
- 1943 Zürcher Radiopreis
- 1951 Preis der Schweizerischen Schillerstiftung
- 1955 Conrad-Ferdinand-Meyer-Preis
- 1955 und 1978 Bührle-Preis
- 1956 Filmpreis der Stadt Zürich
- 1981 Innerschweizer Kulturpreis
- 1994 Schillerpreis der Zürcher Kantonalbank

## Werke (Auswahl)
- Gedichte, Zug: Kalt-Zehnder, 1937.
- Zeitloses Leben (Roman), Olten: Walter, 1941.
- Der Samariter. Ein Schauspiel um Henri Dunant, Zürich: Neuer Bühnenverlag, 1942
- Atom Bombe. Ein gesprochenes Oratorium, Einsiedeln, Zürich: Benziger, 1945.
- Die hohe Messe. Vier Gesänge aus einem Weltgedicht, Einsiedeln: 1948 (Sonderdruck der 26. Jahrestagung der Schweizerischen Bibliophilen Gesellschaft).
- Lieder aus einer Schenke. Mit Zeichnungen von Klaus Brunner, Solothurn, 1959 (Siebenter Solothurner Privatdruck). Nachdruck: Zürich: Pendo, 1981.
- Poverello, Zürich: Pendo, 1979.
- Vorfälle - 13 Geschichten aus dem unheimlichen Alltag, Zürich: Pendo, 1979
- Die Werke der Barmherzigkeit, 1975 (Nachdruck unter dem Titel: Zeichen im Sand, 1982).
- Werkausgabe. In zwölf Bänden, hrsg. von Peter Wild (Bd. 12 verf. von Franziska Schläpfer, Biografie), Olten: Walter, 1988–1991 (Bd. 12: 1997).